# Castello di Viareggio
Il castello di Viareggio (Castrum de via Regia) era un castello costruito dalla città di Lucca e ultimato il 2 gennaio 1172. Venne smantellato nel XVI secolo, ma alcuni ruderi di questa costruzione rimasero visibili fino alla costruzione dello stabilimento Salov nel 1919, sotto il quale si troverebbero ancora le fondamenta del castello.

## Storia
La città di Lucca, da sempre in guerra o in disaccordo con Pisa, assieme all'alleata Genova concordano di costruire un castello per sostituire la preesistente torre in legno "formata con tronchi di albero e tavolame, circondata da una solida palizzata e da un ampio fossato per renderne più difficile l'assalto". L'edificazione risultò particolarmente difficoltosa a causa del terreno sabbioso, della mancanza quasi totale di legname e pietra in loco e che quindi doveva essere trasportato in un luogo dalla natura paludosa non servito da strade.
Con difficoltà e dispendio di mezzi, estraendo pietre dalla cava di Colfiorito, venne costruita la Via Regia che attraverso la zona acquitrinosa, da Montramito, ai piedi delle colline, attraverso il padule, raggiungeva il mare.
Nel XVI secolo il castello ormai si trovava a circa 600 m nell'interno e non risultava più efficace nella protezione dell'approdo sulla costa, fu quindi smantellato del governo lucchese per costruire la torre Matilde.